# Río Arganza
El río Arganza es un río del norte de la península ibérica que discurre por la comunidad autónoma de Asturias, España. 

## Curso
El Arganza nace la cordillera Cantábrica, entre los picos Pedrairas y Piqueiro, dentro el concejo de Cangas del Narcea, a una altitud de 1440 m. Discurre en dirección nordeste a través de los concejos de Allande y Tineo, en paralelo al río Narcea, en el cual desemboca en el Puente de Argancinas tras recorrer unos 33 km.
Aparece descrito en el segundo volumen del Diccionario geográfico-estadístico-histórico de España y sus posesiones de Ultramar de Pascual Madoz con las siguientes palabras:

ARGANZA: r. en la prov. de Oviedo y part. jud. de Cangas de Tineo; nace de los vertientes de las sierras y valles de Fuentes y de los Abeyeras, térm. municipal de Cangas de Tineo, en la parr. de San Pedro de las Montañas que deja á la der. para tocar al E. de la de San Martin de Valledor del ayunt. de Allande; sigue por el de Cangas y á 1/4 de leg. llega á San Martin de Besulló que baña por el E., y recibiendo por ambas orillas varios arroyuelos, entra en el térm. de San Juan de Parajas ó Araniego á la 1/2 leg.: pasa por el ant. puente de madera de Argancinas y dejando á la der. á San Clemente de Lomes, cuyo térm. O. atraviesa, se dirige á la felig. de Celon en Allande, á unirse con las aguas que bajan de la Pola, Villavajer y Villagrufe, toma el curso de estas que lo es de O. á E. para pasar por el S. de Santiago de Linares, donde hay un puente de piedra de un solo arco con 15 pies de elevacion sobre el nivel del agua, 30 de long. y 8 de lat. Entra en el térm. municipal de Tineo y se dirige al de la felig. de Sta. Maria de Arganza que deja á la izq., y corta el camino real de Cangas sobre el que está un buen puente de piedra; y finalmente, introduciéndose por las parr. de Tebongo y Jarceley desagua en el Narcea que le recibe por su izq. El Arganza va tomando el nombre de las felig. por donde pasa; á todas ofrece ricas truchas y anguilas y con especialidad en el térm. de Tineo.
(Madoz, 1845, p. 543)

## Fauna
En el año 2021 se llevó a cabo una exitosa repoblación de truchas en el Arganza.